# Drake Bell

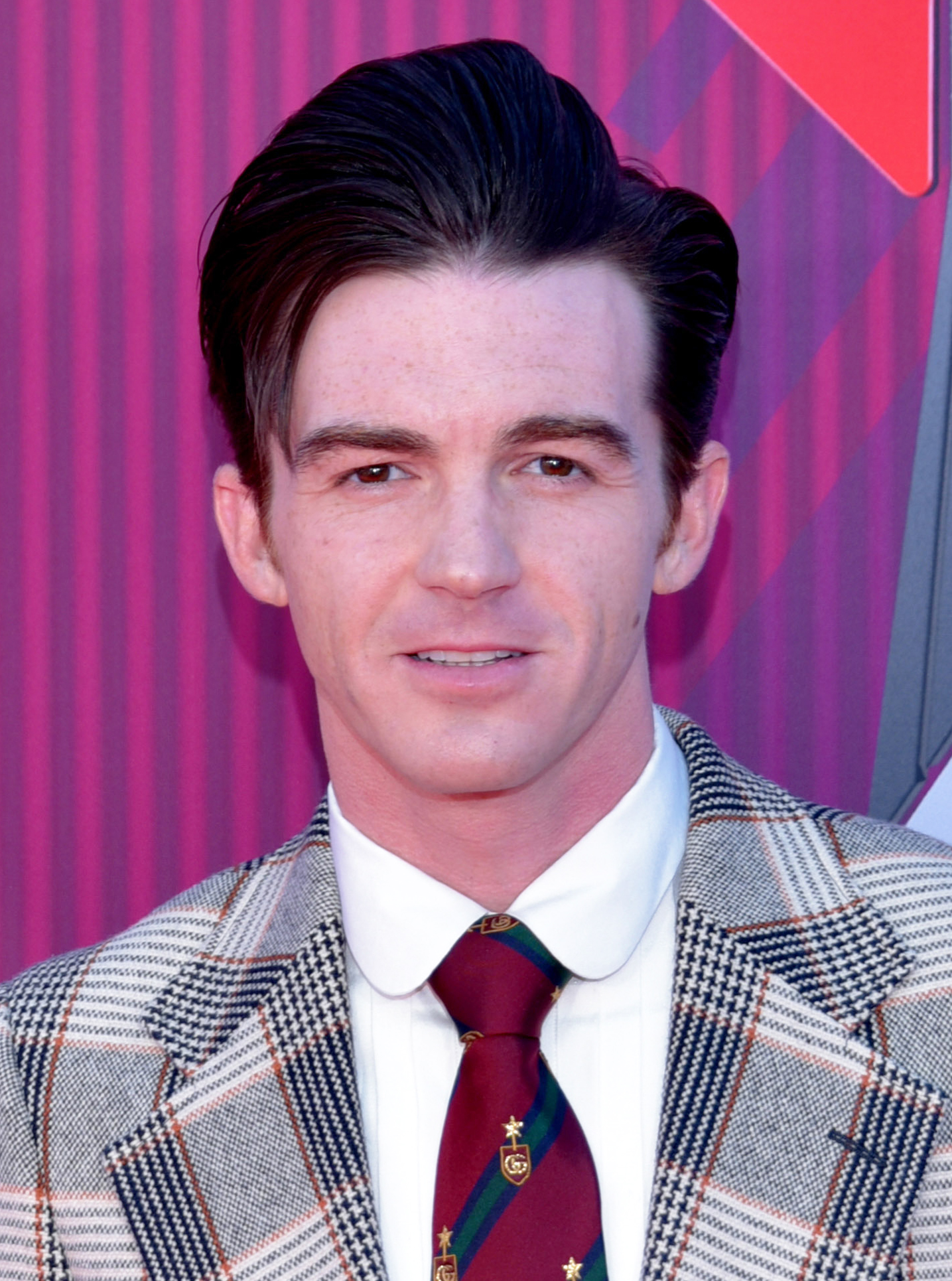
Drake Bell, 2019

Jared Drake Bell (* 27. Juni 1986 in Anaheim, Kalifornien) ist ein US-amerikanischer Filmschauspieler und Pop-Rock-Sänger.

## Leben
Drake Bell hat zwei ältere Brüder und eine Halbschwester sowie einen Halbbruder mütterlicherseits und ferner zwei Halbbrüder väterlicherseits. Seine Mutter Robin Dodson ist eine ehemalige professionelle Billardspielerin. Sie hat zweimal den Weltmeistertitel errungen. Sein Cousin ist der Baseballspieler Heath Bell.
Bereits mit fünf Jahren fing Drake das Schauspielen an und begann mit 13 Jahren Gitarre zu spielen, außerdem spielt er Klavier. Bekannt wurde er in seiner Rolle als Drake Parker in der US-Serie Drake & Josh. Er hatte Gastauftritte in Fernsehserien wie Zoey 101, So Little Time, Seinfeld, Hör mal, wer da hämmert und iCarly. Außerdem spielt er in dem Kinofilm Deine, meine & unsere und Superhero Movie (als Rick Ricker) mit. Drake Bell saß in der Jury für die Wahl der Miss Teen USA 2006. Mit seiner Band Drake 24/7 brachte er 2005 sein Debüt-Album Telegraph heraus.
Am 31. Dezember 2005 hatte Drake Bell mit seinem 66er Ford Mustang an der Los Angeles Pacific High Coast einen schweren Unfall und zog sich dadurch einen Kiefer- und Schädelbruch zu. Sein zweites Album It’s Only Time erschien am 5. Dezember 2006, die Single I Know bereits im November. Er bekam 2008 einen Kids Choice Award in der Kategorie Best TV-Actor.
In dem Film Ein Cosmo & Wanda Movie: Werd’ erwachsen Timmy Turner! (2011), einer Realverfilmung der Animationsserie Cosmo und Wanda – Wenn Elfen helfen, verkörperte er Timmy Turner. Dieselbe Rolle spielte er ein Jahr später in der Fortsetzung Cosmo & Wanda – Ziemlich verrückte Weihnachten. Von 2012 bis 2017 sprach er die Rolle des Spider-Mans in der Zeichentrickserie Der ultimative Spider-Man.
2018 heiratete er seine Freundin, mit der er einen Sohn hat. Im Dezember 2022 wurde ihre Trennung bekannt.
Im Juli 2021 wurde Drake Bell wegen unangebrachter Nachrichten mit einem damals 15-jährigen Mädchen zu einer Haftstrafe von zwei Jahren auf Bewährung sowie 200 Sozialstunden verurteilt. Während der Urteilsverkündung und in späteren Interviews wurde bekannt, dass keine Bilder versendet wurden und Bell das Alter des Mädchens nicht bekannt war. Als er davon Kenntnis erlangte, brach er den Online-Kontakt ab. Die Staatsanwaltschaft hatte die Anschuldigungen ausgiebig untersucht und es konnte schließlich bestätigt werden, dass viele Vorwürfe falsch seien. Ursprünglich hatte Bell auf nicht schuldig plädiert jedoch letztendlich ein Schuldeingeständnis im Rahmen eines plea deals abgegeben. Der Sänger gab an „[Ich] habe mich schließlich schuldig bekannt, weil ich finanziell am Boden zerstört war und ich hatte gerade einen Sohn bekommen und wollte meiner Familie das alles nicht mehr zumuten. Am Ende habe ich den Prozess so durchlaufen, wie ich es getan habe. Das bereue ich sehr“.
Am 13. April 2023 wurde Bell in Daytona Beach bei den örtlichen Behörden als vermisst und gefährdet gemeldet. Am folgenden Tag wurde er wiedergefunden.
Im Rahmen der Dokumentationsreihe Quiet on Set: The Dark Side of Kids TV sprach Bell erstmals öffentlich darüber, dass er im Alter von 15 Jahren von Brian Peck, Dialog-Coach am Set von The Amanda Show, sexuell missbraucht wurde. Peck wurde 2004 zu 16 Monaten Haft verurteilt.
Im November 2024 nahm Bell als Ice King an der zwölften Staffel der US-amerikanischen Version von The Masked Singer teil, in der er den siebten Platz erreichte.

## Filmografie (Auswahl)
- 1994: Hör mal, wer da hämmert (Home Improvement) (Fernsehserie, Folge 3x22 Verschaukelt)
- 1995: Fast perfekt (Minor Adjustments) (Fernsehserie, Folge 1x06 Erinnerungen an die Vergangenheit)
- 1995: Drifting School
- 1995: Die Neonbibel (The Neon Bible)
- 1996: Jerry Maguire – Spiel des Lebens (Jerry Maguire)
- 1996: Junge Schicksale (ABC Afterschool Specials) (Fernsehserie, Folge 25x02 Me and My Hormones)
- 1997: Gun – Kaliber 45 (Gun) (Fernsehserie, Folge 1x05 Liebe und Tod)
- 1997: Pretender (The Pretender) (Fernsehserie, Folge 2x02 Panzerknacker)
- 1998: Seinfeld (Fernsehserie, Folge 9x18 Der Spielautomat)
- 1999: Reiter auf verbrannter Erde (The Jack Bull) (Fernsehfilm)
- 1999: Dragonworld: The Legend Continues
- 1999–2002: The Amanda Show (Fernsehshow)
- 2000: High Fidelity
- 2000: Perfect Game
- 2002: The Nightmare Room (Fernsehserie, Folge 1x10 Dear Diary, I’m Dead)
- 2002: So Little Time (Fernsehserie, Folge 1x25 Warten auf Gibson)
- 2004: Zoey 101 (Folge 1x09 Die Star Party)
- 2004–2007: Drake & Josh (Fernsehserie, 56 Folgen)
- 2005: Deine, meine & unsere (Yours, Mine and Ours)
- 2006: Drake & Josh unterwegs nach Hollywood (Drake & Josh Go Hollywood) (Fernsehfilm)
- 2008: Superhero Movie
- 2008: Fröhliche Weihnachten, Drake & Josh (Merry Christmas, Drake & Josh) (Fernsehfilm)
- 2008: The Nutty Professor (Animationsfilm, Stimme)
- 2008: Tortoise vs. Hare (Animationsfilm, Stimme)
- 2008: College
- 2010: I Heart Vampires (Fernsehserie, zwei Folgen)
- 2010: iCarly (Fernsehserie, Folge 3x15 Pleiten, Pech und Patzer)
- 2011: Ein Cosmo & Wanda Movie: Werd’ erwachsen Timmy Turner! (A Fairly Odd Movie: Grow Up, Timmy Turner!) (Fernsehfilm)
- 2012: Rags (Fernsehfilm)
- 2012: Cosmo & Wanda – Ziemlich verrückte Weihnachten (A Fairly Odd Christmas) (Fernsehfilm)
- 2012: Victorious (Fernsehserie, Folge 3x7 April Fools Blank)
- 2012: Der ultimative Spider-Man (Folge 1x01 Das Angebot, Stimme)
- 2012–2017: Der ultimative Spider-Man (Zeichentrickserie, 104 Folgen, Stimme)
- 2013: Phineas und Ferb (Zeichentrickserie, Folgen 4x11/4x12 Mission Marvel: Parts 1 & 2, Stimme)
- 2014: Cosmo & Wanda – Auwei Hawaii! (A Fairly Odd Summer) (Fernsehfilm)
- 2015: L.A. Slasher – Der Promi-Ripper von Hollywood (L.A. Slasher)
- 2017: Bad Kids of Crestview Academy
- 2017: American Satan
- 2018: Cover Versions
- 2024: Quiet on Set: The Dark Side of Kids TV
- 2024: The Masked Singer (Fernsehsendung, Teilnehmer Staffel 12, 7. Platz)

## Diskografie

### Alben
- 2005: Telegraph
- 2006: It’s Only Time
- 2014: Ready, Steady, Go!
- 2020: The Lost Album
- 2024: Non-Stop Flight (upcoming 26.10.)

### EPs
- 2007: The Nashville Sessions (EP)
- 2011: A Reminder
- 2017: Honest
- 2019: Smoke It Up

### Singles
- 2005: Found a Way
- 2005: Highway to Nowhere
- 2005: Down We Fall
- 2005: I Know
- 2006: Hollywood Girl
- 2007: Makes Me Happy
- 2007: Leave It All to Me (feat. Miranda Cosgrove)
- 2007: Fool the World
- 2011: Terrific
- 2011: Lookin' Like Magic (feat. Daniella Monet)
- 2013: Christmas Promise
- 2014: Bitchcraft
- 2017: Honest
- 2019: Fuego Lento (En Español)
- 2019: No perdamós más tiempo
- 2019: Mia
- 2019: Vertigo
- 2020: Alone At The Disco
- 2023: Going Away
- 2023: Every Day Is Christmas With You
- 2024: I Kind Of Relate
- 2024: Hollywouldn't
- 2024: Te Desenamoraste
- 2024: By the Ocean

### Sonstiges
- 2008: Drake Bell in Concert (DVD)
- 2008: Superbounce! (Superhero Movie Promotion-Single)

## Auszeichnungen
- Bravo Otto
  - 2007: „Bronze“ in der Kategorie „TV-Star männlich“

- Kids' Choice Awards
  - USA
    - 2006: für „Bester TV-Schauspieler“ (Drake & Josh)
    - 2007: für „Bester TV-Schauspieler“ (Drake & Josh)
    - 2008: für „Bester TV-Schauspieler“ (Drake & Josh)

  - Großbritannien
    - 2007: für „Bester Sänger“
    - 2007: für „Beste TV-Show“ (Drake & Josh)

  - Brasilien
    - 2008: für „Bester Künstler International“

  - Australien
    - 2009: für „Bester TV-Star International“
    - 2010: für „Big Kid“

- Teen Choice Award
  - 2008: „Choice Movie Breakout Actor“ (Superhero Movie)